# Ctenotus grandis
Ctenotus grandis är en ödleart som beskrevs av  Storr 1969. Ctenotus grandis ingår i släktet Ctenotus och familjen skinkar.

## Underarter
Arten delas in i följande underarter:
- C. g. grandis
- C. g. titan